# Veremonda
Veremonda, l'amazzone di Aragona (título original en italiano; en español, Veremunda, la amazona de Aragón; también conocida como Il Delio) es una ópera en tres actos y un prólogo con música del compositor italiano Francesco Cavalli y libreto de Giulio Cicognini con revisiones de Giulio Strozzi. La ópera se estrenó en el Teatro Nuevo del Palacio Real de Nápoles el 21 de diciembre de 1652, para celebrar la toma española de Barcelona, que puso fin a la revuelta de Cataluña (Nápoles era también una posesión española). Se repuso en Venecia el 28 de enero de 1653. 